# 夜母
《狂母夜》（英語：Nightbitch）是2024年上映的美国喜剧恐怖片，由瑪麗艾·海勒执导、编剧，改编自蕾切尔·约德尔2021年出版的同名小说。电影由艾美·亞當斯、史考特·麥奈利、阿莉·帕特里克·斯诺登、埃米特·詹姆斯·斯诺登、佐伊·赵、玛丽·霍兰德、埃拉·托马斯、阿查纳·拉詹、杰西卡·哈珀主演。
电影于2024年9月7日在多伦多国际电影节首映，2024年12月6日在美国院线上映，由探照灯影业发行。

## 演员
- 艾美·亞當斯 饰 母亲
- 史考特·麥奈利 饰 母亲的丈夫
- 阿莉·帕特里克·斯诺登（Arleigh Patrick Snowden）
- 埃米特·詹姆斯·斯诺登（Emmett James Snowden）
- 佐伊·赵（英语：Zoë Chao）[4]
- 玛丽·霍兰德（英语：Mary Holland）
- 埃拉·托马斯（英语：Ella Thomas）
- 阿查纳·拉詹（Archana Rajan）
- 杰西卡·哈珀（英语：Jessica Harper）
- 加勒特·C·菲利普斯（Garrett C. Phillips）

## 制作

### 开发
2020年7月，安纳布尔纳影业宣布收购当时仍未出版、蕾切尔·约德尔撰写的小说《夜母》的电影版权，由艾美·亞當斯担任主演及制片人。亚当斯名下的Bond Group Entertainment制片公司派出史黛西·奥尼尔（Stacy O'Neil），与梅根·艾利森、苏·内格尔和萨米·谢尔（Sammy Scher）共同担任制片人，其中约德尔担任执行制片人。《你能原諒我嗎？》导演瑪麗艾·海勒对约德尔的小说很感兴趣，在2019冠状病毒病疫情期间与亚当斯一起暗地里开发电影。

### 前期制作
2022年3月，消息指电影原定于同年秋季开机。同年5月，探照灯影业击败四家参与竞标的发行商，从安纳布尔纳方面买下电影发行权。与此同时，瑪麗艾·海勒宣布参与电影制作，克里斯蒂娜·吴、亚当·宝尔森（Adam Paulsen）和海勒担任制片人，谢尔与哈维拉·布鲁斯特（Havilah Brewster）担任执行制片人。同年6月27日，史考特·麥奈利加盟剧组。

### 拍摄
电影定于2022年9月在美国洛杉矶开拍。2022年10月，艾拉·托马斯和玛丽·霍兰德加盟剧组。

## 发行
电影原计划上线流媒体平台Hulu，后来改由探照灯影业在院线发行，定档2024年12月6日。电影于2024年9月7日在多伦多国际电影节首映。
2024年9月3日，电影首支预告片公布。
2025年1月24日，於Disney Plus推出。

## 評價
根據匯總媒體網站爛番茄匯總的篇評論文章，59%的評論家給予該作正面評價。在Metacritic上，根據52位影評人給予56分（滿分100分）。
娛樂周刊的Maureen Lee Lenker曾評論：
「它以揭示女性一些最深的鬥爭和真相的方式，非常誠實、非常諷刺和令人嘆為觀止的勇敢。但這不是一部反母性的電影。它也慶祝它，因為它所有原始的、動物的、野蠻的矛盾和複雜性。」同時，娛樂周刊也將《狂母夜》列為2025十大最佳電影。
Film Threat的Jason Delgado 更讚揚主角的演技：「艾米·亞當斯（Amy Adams）打出了擊倒性的拳頭，這會讓你感到震驚。」

## 奖项
| 大奖             | 颁奖日期      | 奖项     | 提名人      | 结果 | 参考   |
| ---------------- | ------------- | -------- | ----------- | ---- | ------ |
| 多倫多國際電影節 | 2024年9月15日 | 演员大奖 | 艾美·亞當斯 | 獲獎 | [ 23 ] |